# Schlossbergtunnel (Fußgängertunnel)

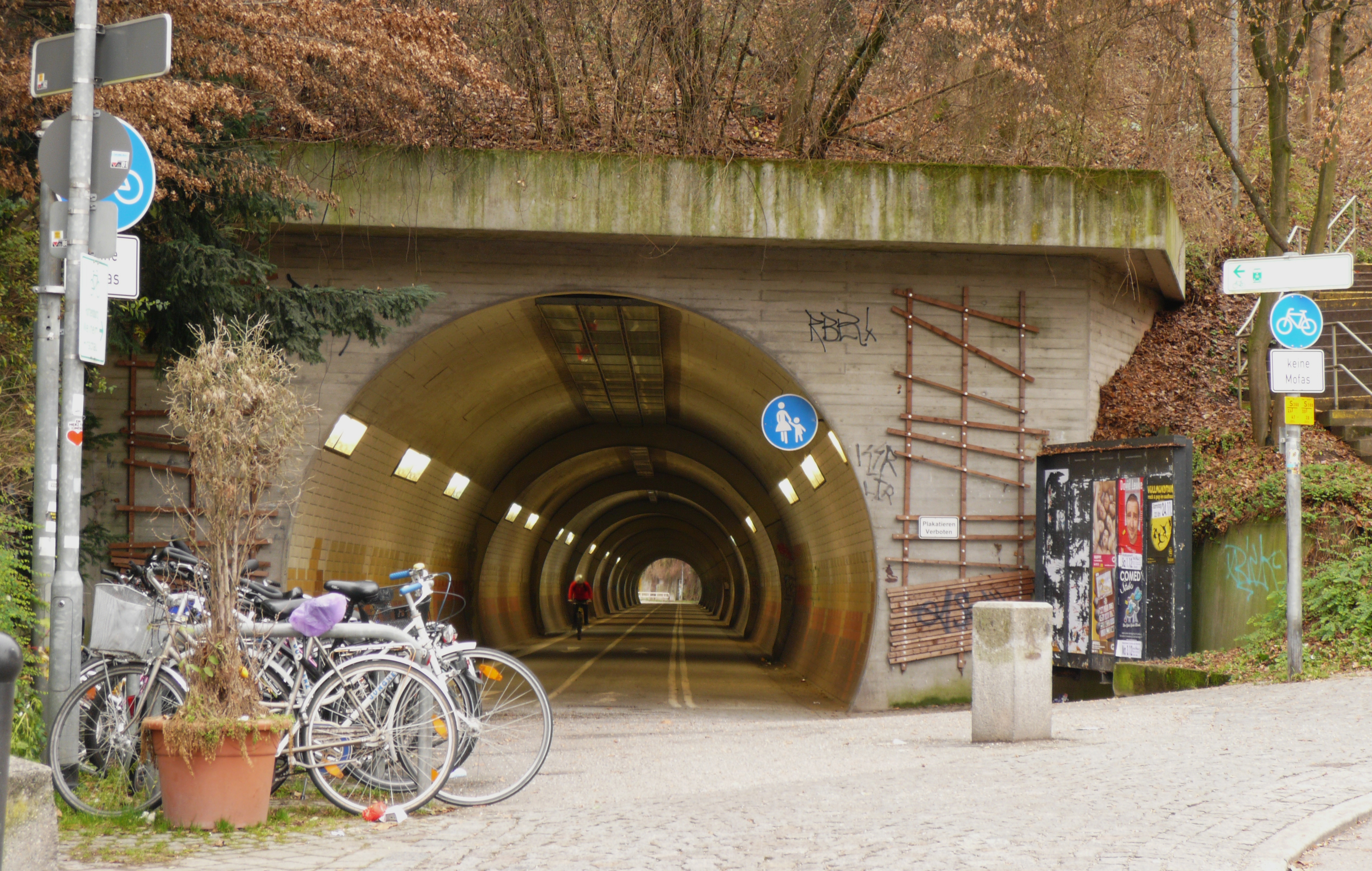
Nordportal des Schlossbergtunnels

Der Schlossbergtunnel ist ein Fußgänger- und Fahrradtunnel unter dem Tübinger Schlossberg. Er verbindet die Neckarhalde an der Alleenbrücke mit dem Platz Vor dem Haagtor. Das Bauwerk ist etwa 250 Meter lang und gerade (Breite 5 Meter, lichte Höhe 3,2 Meter) mit einem leichten Gefälle zur Neckarhalde. Der Tunnel ist im oberen Drittel mit Sichtbeton, in den unteren beiden Dritteln mit glasierten Keramikfliesen ausgestattet und beleuchtet. 
Der bergmännisch aufgefahrene Tunnel wurde am 19. Dezember 1974 nach 21 Monaten Bauzeit dem Verkehr übergeben, die Kosten betrugen 4,4 Millionen Mark (zu 60 % vom Bund und zu 25 % vom Land getragen). Bis zur Fertigstellung des gleichnamigen Straßentunnels 1979 im Zuge der Bundesstraße 28, heute Bundesstraße 296, fuhr dort auch einspurig in Nord-Süd-Richtung der Kraftfahrzeugverkehr. Danach wurde der Tunnel für Autoverkehr gesperrt. Anfang Juni 2007 wurde der Tunnel auch für Mofas und Motorroller gesperrt. Notfallfahrzeuge können den Tunnel bei Bedarf benutzen. 
Vor dem Bau des Tunnels war die kürzeste Verbindung für Fußgänger die Haeringstaffel, die seit 2015 Schlossbergstaffel genannt wird und über den Schlossberg führt.
Seit 2003 findet dort einmal jährlich im Mai oder Juni die Veranstaltung Rock im Tunnel statt.